# Yuli Gurriel
Yuliesky Gourriel Castillo (Sancti Spíritus, 9 giugno 1984) è un giocatore di baseball cubano, prima base per gli Houston Astros della Major League Baseball (MLB).

## Carriera
Gurriel iniziò a giocare nella natia Cuba. Nel 2006 fu votato il miglior giocatore della nazione, venendo valutato una scelta del primo giro del draft se avesse potuto essere eleggibile. L'11 maggio 2014 firmò con gli Yokohama DeNA BayStars della lega giapponese, dove giocò per due stagioni.
Dopo la defezione da Cuba, il 16 luglio 2016, Gurriel firmò un contratto quinquennale del valore di 47,5 milioni di dollari con gli Houston Astros. Debuttò nella MLB il 21 agosto dello stesso anno, al Camden Yards di Baltimora contro i Baltimore Orioles. Disputò in quella stagione 19 gare con una media battuta di .344 e 3 fuoricampo.
Gurriel fu sorpreso in un gesto razzista durante gara 3 delle World Series 2017 contro i Los Angeles Dodgers: dopo il suo fuoricampo, mentre era in panchina, fu ripreso dalle telecamere a tirarsi gli angoli degli occhi per imitare gli occhi a mandorla del lanciatore avversario Yū Darvish, pronunciando la parola spagnola chinito, traducibile come "ragazzino cinese", mentre Darvish è in realtà giapponese. Gurriel in seguito si scusò, affermando che tutti gli asiatici sono chiamati chino a Cuba ma di essere tuttavia a conoscenza del fatto che in Giappone, avendo giocato lì, ciò è considerato un insulto. Il giorno successivo Gurriel fu sospeso per le prime 5 partite della stagione 2018 senza stipendio, permettendogli di continuare a disputare le World Series. In gara 7, Guerriel affrontò di nuovo Darvish e in segno di rispetto si toccò il caschetto prima di andare in battuta. La serie si concluse con Houston che conquistò il primo titolo in 56 anni di storia.

## Nazionale
Gurriel partecipò con la nazionale Cubana a più di 15 eventi, tra questi le prime tre edizione del World Baseball Classic.

## Palmarès

### Club
- World Series: 1

Houston Astros: 2017

### Individuale
- Guanto d'oro: 1

2021
- Capoclassifica dell'AL in media battuta: 1

2021 (.319)
- Giocatore del mese: 1

AL: luglio 2019
- Esordiente del mese: 1

AL: luglio 2017
- Giocatore della settimana: 2

AL: 23 settembre 2018, 7 luglio 2019

### Nazionale
World Baseball Classic
- 2006:  Medaglia d'Argento

Giochi olimpici
- Atene 2004:  Medaglia d'Oro
- Pechino 2008:  Medaglia d'Argento

Coppa del Mondo di baseball
- 2003, 2005:  Medaglia d'Oro
- 2007, 2009, 2011:  Medaglia d'Argento

Coppa intercontinentale di baseball
- 2002, 2006, 2010:  Medaglia d'Oro

Giochi Panamericani
- 2003, 2007:  Medaglia d'Oro
- 2011:  Medaglia di Bronzo

Giochi centramericani e caraibici
- 2006:  Medaglia d'Oro